# Liste der Mitglieder des Repräsentantenhauses im 115. Kongress der Vereinigten Staaten
- Dem.: 194
- Rep.: 241

Die Zusammensetzung des Repräsentantenhauses im 115. Kongress der Vereinigten Staaten basiert auf dem Ergebnis der Kongresswahlen vom 8. November 2016. Trotz leichter Verluste behielt die Republikanische Partei eine deutliche Mehrheit der Mandate gegenüber der Demokratischen Partei. Das Sitzverhältnis betrug zu Beginn der Legislaturperiode 241:194 zu Gunsten der Republikaner.

## Änderungen während der Legislaturperiode
- Kansas, 4. Wahlbezirk:
  - Mike Pompeo (Republikanische Partei) wurde von Präsident Donald Trump als neuer Direktor der CIA nominiert. Die Ernennung wurde am 23. Januar 2017 vom US-Senat bestätigt, woraufhin Pompeo sein Abgeordnetenmandat niederlegte.[2] Gouverneur Sam Brownback terminierte die Nachwahl für den 11. April 2017.[3] Für die Republikanische Partei kündigte unter anderem Pompeos Amtsvorgänger Todd Tiahrt seine Kandidatur an, der jedoch beim Wahlparteitag nur den dritten Platz in der Abstimmung der Parteimitglieder belegte. Im letzten Wahlgang erhielt der State Treasurer von Kansas, Ron Estes, die Mehrheit der Stimmen vor Alan Cobb, einem ehemaligen Wahlkampfmitarbeiter von Donald Trump.[4] Bei den Demokraten bewarb sich unter anderem der ehemalige State Treasurer Dennis McKinney. Er verlor gegen den politisch unerfahrenen Anwalt James Thompson, der damit in der Nachwahl auf Ron Estes trifft.[5]

- Kalifornien, 34. Wahlbezirk:
  - Xavier Becerra (Demokratische Partei) legte sein Mandat am 24. Januar 2017 nieder und wurde am selben Tag als Nachfolger der in den US-Senat gewählten Kamala Harris neuer Attorney General von Kalifornien. Die parteioffene Primary findet am 4. April 2017 statt; erhält dabei keiner der Bewerber die absolute Mehrheit, folgt eine Stichwahl am 6. Juni 2017. Zum Kandidatenkreis der Demokraten gehört unter anderem Jimmy Gomez, Abgeordneter in der California State Assembly.[6]

- Georgia, 6. Wahlbezirk:
  - Tom Price (Republikanische Partei) wurde von Präsident Donald Trump als neuer US-Gesundheitsminister nominiert. Die Ernennung wurde am 10. Februar 2017 vom US-Senat bestätigt, woraufhin Price sein Abgeordnetenmandat niederlegte.[7] Gouverneur Nathan Deal terminierte die Nachwahl für den 18. April 2017.[8] Dabei traten alle Kandidaten auf einer Wahlliste an („Jungle Primary“); nachdem keiner von ihnen die absolute Mehrheit der Stimmen erreichte, wurde eine Stichwahl zwischen den beiden Erstplatzierten, dem Demokraten Jon Ossoff und der Republikanerin Karen Handel, angesetzt. Unter den elf republikanischen Bewerbern, die die entsprechenden Unterlagen eingereicht hatten, war neben Handel, der ehemaligen Secretary of State von Georgia, der Staatssenator Judson Hill, der vom früheren Sprecher des Repräsentantenhauses, Newt Gingrich, unterstützt wurde.[9] Bei den Demokraten trat unter anderem der ehemalige Staatssenator Ron Slotin an. Ossoff unterlag in der Hauptwahl gegen Karen Handel.

- South Carolina, 5. Wahlbezirk:
  - Mick Mulvaney (Republikanische Partei) wurde von Präsident Donald Trump als neuer Direktor des Office of Management and Budget nominiert. Die Ernennung wurde am 16. Februar 2017 mit knapper Mehrheit vom US-Senat bestätigt, woraufhin Mulvaney sein Abgeordnetenmandat niederlegte.[10] Gouverneur Henry McMaster terminierte die Vorwahl für den 2. Mai 2017; eine Stichwahl fand zwei Wochen später statt. Die eigentliche Wahl erfolgte am 20. Juni 2017.[11] Bei den Republikanern erklärten sechs Bewerber ihre Kandidatur, darunter Chad Connelly, ehemaliger Parteivorsitzender auf Staatsebene, sowie die Abgeordneten im Repräsentantenhaus von North Carolina, Ralph Norman und Tommy Pope. Auf demokratischer Seite ließ der zweimalige Gouverneurskandidat Vincent Sheheen seinen Verzicht verlautbaren.[12] Norman setzte sich bei den Republikanern durch und gewann die Hauptwahl im Juni gegen den demokratischen Kandidaten Archie Parnell.

- Montana, At-large-Wahlbezirk:
  - Ryan Zinke (Republikanische Partei) wurde von Präsident Donald Trump als neuer US-Innenminister nominiert. Die Ernennung wurde am 1. März 2017 vom US-Senat bestätigt, woraufhin Zinke sein Abgeordnetenmandat niederlegte.[13] Gouverneur Steve Bullock terminierte die Nachwahl für den 25. Mai 2017.[14] Beide großen Parteien nominierten ihre Kandidaten auf Delegiertenversammlungen. Bei den Republikanern gewann Greg Gianforte, der unterlegene Bewerber gegen Amtsinhaber Bullock um den Gouverneursposten im Jahr 2016, die Abstimmung bereits in der ersten Runde, unter anderem gegen den als weniger konservativ eingeschätzten Staatssenator Edward Buttrey.[15] Die Demokraten hatten sich am Tag zuvor für den politisch unerfahrenen Country-Musiker Rob Quist entschieden. Quist, der vom ehemaligen Gouverneur Brian Schweitzer unterstützt wird, siegte im vierten Wahlgang gegen Amanda Curtis, Abgeordnete im Repräsentantenhaus von Montana.[16]

- Michigan, 13. Bezirk 
  - John Conyers gab sein Mandat am 5. Dezember 2017 auf, wegen Vorwürfen der Sexuellen Belästigung.[17] Der republikanische Gouverneur von Michigan, Rick Snyder, entschied, dass eine Nachwahl erst zeitgleich mit der regulären Wahl im November 2018 stattfindet, der Sitz also fast ein Jahr lang vakant bleibt.[18]

- Pennsylvania, 7. Bezirk
  - Pat Meehan gab sein Mandat am 28. April 2019 wegen Vorwürfen der Sexuellen Belästigung mit sofortiger Wirkung auf.[19] Die Nachwahl fand zeitgleich mit der Wahl im November 2018 statt, bei der die Demokratin Mary Gay Scanlon zu Meehans Nachfolgerin gewählt wurde. Sie übernahm das Mandat bereits am 13. November 2018, knapp zwei Monate vor dem Ende der Legislaturperiode.

## Liste der Abgeordneten
Alabama
1. Bradley Byrne (R)
2. Martha Roby (R)
3. Mike D. Rogers (R)
4. Robert Aderholt (R)
5. Mo Brooks (R)
6. Gary Palmer (R)
7. Terri Sewell (D)

Alaska
1. Don Young (R)

Arizona
1. Tom O’Halleran (D)
2. Martha McSally (R)
3. Raúl Grijalva (D)
4. Paul Gosar (R)
5. Andy Biggs (R)
6. David Schweikert (R)
7. Ruben Gallego (D)
8. Trent Franks (R)
9. Kyrsten Sinema (D)

Arkansas
1. Rick Crawford (R)
2. French Hill (R)
3. Steve Womack (R)
4. Bruce Westerman (R)

Colorado
1. Diana DeGette (D)
2. Jared Polis (D)
3. Scott Tipton (R)
4. Ken Buck (R)
5. Doug Lamborn (R)
6. Mike Coffman (R)
7. Ed Perlmutter (D)

Connecticut
1. John Larson (D)
2. Joe Courtney (D)
3. Rosa DeLauro (D)
4. Jim Himes (D)
5. Elizabeth Esty (D)

Delaware
1. Lisa Blunt Rochester (D)

Florida
1. Matt Gaetz (R)
2. Neal Dunn (R)
3. Ted Yoho (R)
4. John Rutherford (R)
5. Al Lawson (D)
6. Ron DeSantis (R)
7. Stephanie Murphy (D)
8. Bill Posey (R)
9. Darren Soto (D)
10. Val Demings (D)
11. Daniel Webster (R)
12. Gus Bilirakis (R)
13. Charlie Crist (D)
14. Kathy Castor (D)
15. Dennis A. Ross (R)
16. Vern Buchanan (R)
17. Tom Rooney (R)
18. Brian Mast (R)
19. Francis Rooney (R)
20. Alcee Hastings (D)
21. Lois Frankel (D)
22. Ted Deutch (D)
23. Debbie Wasserman Schultz (D)
24. Frederica Wilson (D)
25. Mario Diaz-Balart (R)
26. Carlos Curbelo (R)
27. Ileana Ros-Lehtinen (R)

Georgia
1. Buddy Carter (R)
2. Sanford Bishop (D)
3. Drew Ferguson (R)
4. Hank Johnson (D)
5. John Lewis (D)
6. Karen Handel (R)
7. Rob Woodall (R)
8. Austin Scott (R)
9. Doug Collins (R)
10. Jody Hice (R)
11. Barry Loudermilk (R)
12. Rick W. Allen (R)
13. David Scott (D)
14. Tom Graves (R)

Hawaii
1. Colleen Hanabusa (D)
2. Tulsi Gabbard (D)

Idaho
1. Raúl Labrador (R)
2. Mike Simpson (R)

Illinois
1. Bobby L. Rush (D)
2. Robin Kelly (D)
3. Dan Lipinski (D)
4. Luis Gutiérrez (D)
5. Michael Quigley (D)
6. Peter Roskam (R)
7. Danny K. Davis (D)
8. Raja Krishnamoorthi (D)
9. Jan Schakowsky (D)
10. Brad Schneider (D)
11. Bill Foster (D)
12. Mike Bost (R)
13. Rodney L. Davis (R)
14. Randy Hultgren (R)
15. John Shimkus (R)
16. Adam Kinzinger (R)
17. Cheri Bustos (D)
18. Darin LaHood (R)

Indiana
1. Pete Visclosky (D)
2. Jackie Walorski (R)
3. Jim Banks (R)
4. Todd Rokita (R)
5. Susan Brooks (R)
6. Luke Messer (R)
7. André Carson (D)
8. Larry Bucshon (R)
9. Trey Hollingsworth (R)

Iowa
1. Rod Blum (R)
2. David Loebsack (D)
3. David Young (R)
4. Steve King (R)

Kalifornien
1. Doug LaMalfa (R)
2. Jared Huffman (D)
3. John Garamendi (D)
4. Tom McClintock (R)
5. Mike Thompson (D)
6. Doris Matsui (D)
7. Ami Bera (D)
8. Paul Cook (R)
9. Jerry McNerney (D)
10. Jeff Denham (R)
11. Mark DeSaulnier (D)
12. Nancy Pelosi (D)
13. Barbara Lee (D)
14. Jackie Speier (D)
15. Eric Swalwell (D)
16. Jim Costa (D)
17. Ro Khanna (D)
18. Anna Eshoo (D)
19. Zoe Lofgren (D)
20. Jimmy Panetta (D)
21. David Valadao (R)
22. Devin Nunes (R)
23. Kevin McCarthy (R)
24. Salud Carbajal (D)
25. Steve Knight (R)
26. Julia Brownley (D)
27. Judy Chu (D)
28. Adam Schiff (D)
29. Tony Cardenas (D)
30. Brad Sherman (D)
31. Pete Aguilar (D)
32. Grace Napolitano (D)
33. Ted Lieu (D)
34. Jimmy Gomez (D)
35. Norma Torres (D)
36. Raul Ruiz (D)
37. Karen Bass (D)
38. Linda Sánchez (D)
39. Ed Royce (R)
40. Lucille Roybal-Allard (D)
41. Mark Takano (D)
42. Ken Calvert (R)
43. Maxine Waters (D)
44. Nanette Barragán (D)
45. Mimi Walters (R)
46. Lou Correa (D)
47. Alan Lowenthal (D)
48. Dana Rohrabacher (R)
49. Darrell Issa (R)
50. Duncan D. Hunter (R)
51. Juan Vargas (D)
52. Scott Peters (D)
53. Susan Davis (D)

Kansas
1. Roger Marshall (R)
2. Lynn Jenkins (R)
3. Kevin Yoder (R)
4. Ron Estes (R)

Kentucky
1. James Comer (R)
2. Brett Guthrie (R)
3. John Yarmuth (D)
4. Thomas Massie (R)
5. Hal Rogers (R)
6. Andy Barr (R)

Louisiana
1. Steve Scalise (R)
2. Cedric Richmond (D)
3. Clay Higgins (R)
4. Mike Johnson (R)
5. Ralph Abraham (R)
6. Garret Graves (R)

Maine
1. Chellie Pingree (D)
2. Bruce Poliquin (R)

Maryland
1. Andrew P. Harris (R)
2. Dutch Ruppersberger (D)
3. John Sarbanes (D)
4. Anthony G. Brown (D)
5. Steny Hoyer (D)
6. John K. Delaney (D)
7. Elijah Cummings (D)
8. Jamie Raskin (D)

Massachusetts
1. Richard Neal (D)
2. Jim McGovern (D)
3. Niki Tsongas (D)
4. Joseph Patrick Kennedy (D)
5. Katherine Clark (D)
6. Seth Moulton (D)
7. Mike Capuano (D)
8. Stephen Lynch (D)
9. William R. Keating (D)

Michigan
1. Jack Bergman (R)
2. Bill Huizenga (R)
3. Justin Amash (R)
4. John Moolenaar (R)
5. Dan Kildee (D)
6. Fred Upton (R)
7. Tim Walberg (R)
8. Mike Bishop (R)
9. Sander M. Levin (D)
10. Paul Mitchell (R)
11. David Trott (R)
12. Debbie Dingell (D)
13. John Conyers (D)
14. Brenda Lawrence (D)

Minnesota
1. Tim Walz (D)
2. Jason Lewis (R)
3. Erik Paulsen (R)
4. Betty McCollum (D)
5. Keith Ellison (D)
6. Tom Emmer (R)
7. Collin Peterson (D)
8. Rick Nolan (D)

Mississippi
1. Trent Kelly (R)
2. Bennie Thompson (D)
3. Gregg Harper (R)
4. Steven Palazzo (R)

Missouri
1. William Lacy Clay (D)
2. Ann Wagner (R)
3. Blaine Luetkemeyer (R)
4. Vicky Hartzler (R)
5. Emanuel Cleaver (D)
6. Sam Graves (R)
7. Billy Long (R)
8. Jason T. Smith (R)

Montana
1. Greg Gianforte (R)

Nebraska
1. Jeff Fortenberry (R)
2. Don Bacon (R)
3. Adrian M. Smith (R)

Nevada
1. Dina Titus (D)
2. Mark Amodei (R)
3. Jacky Rosen (D)
4. Ruben Kihuen (D)

New Hampshire
1. Carol Shea-Porter (D)
2. Ann McLane Kuster (D)

New Jersey
1. Donald Norcross (D)
2. Frank LoBiondo (R)
3. Tom MacArthur (R)
4. Chris Smith (R)
5. Josh Gottheimer (D)
6. Frank Pallone (D)
7. Leonard Lance (R)
8. Albio Sires (D)
9. Bill Pascrell (D)
10. Donald Payne Jr. (D)
11. Rodney Frelinghuysen (R)
12. Bonnie Watson Coleman (D)

New Mexico
1. Michelle Lujan Grisham (D)
2. Steve Pearce (R)
3. Ben R. Luján (D)

New York
1. Lee Zeldin (R)
2. Peter T. King (R)
3. Thomas Suozzi (D)
4. Kathleen Rice (D)
5. Gregory Meeks (D)
6. Grace Meng (D)
7. Nydia Velázquez (D)
8. Hakeem Jeffries (D)
9. Yvette Clarke (D)
10. Jerrold Nadler (D)
11. Dan Donovan (R)
12. Carolyn B. Maloney (D)
13. Adriano Espaillat (D)
14. Joseph Crowley (D)
15. José Serrano (D)
16. Eliot Engel (D)
17. Nita Lowey (D)
18. Sean Patrick Maloney (D)
19. John Faso (R)
20. Paul Tonko (D)
21. Elise Stefanik (R)
22. Claudia Tenney (R)
23. Tom Reed (R)
24. John Katko (R)
25. Louise Slaughter (D)
26. Brian Higgins (D)
27. Chris Collins (R)

North Carolina
1. G. K. Butterfield (D)
2. George Holding (R)
3. Walter B. Jones (R)
4. David Price (D)
5. Virginia Foxx (R)
6. Mark Walker (R)
7. David Rouzer (R)
8. Richard Hudson (R)
9. Robert Pittenger (R)
10. Patrick McHenry (R)
11. Mark Meadows (R)
12. Alma Adams (D)
13. Ted Budd (R)

North Dakota
1. Kevin Cramer (R)

Ohio
1. Steve Chabot (R)
2. Brad Wenstrup (R)
3. Joyce Beatty (D)
4. Jim Jordan (R)
5. Bob Latta (R)
6. Bill Johnson (R)
7. Bob Gibbs (R)
8. Warren Davidson (R)
9. Marcy Kaptur (D)
10. Mike Turner (R)
11. Marcia Fudge (D)
12. Pat Tiberi (R)
13. Tim Ryan (D)
14. David Joyce (R)
15. Steve Stivers (R)
16. Jim Renacci (R)

Oklahoma
1. Jim Bridenstine (R)
2. Markwayne Mullin (R)
3. Frank Lucas (R)
4. Tom Cole (R)
5. Steve Russell (R)

Oregon
1. Suzanne Bonamici (D)
2. Greg Walden (R)
3. Earl Blumenauer (D)
4. Peter DeFazio (D)
5. Kurt Schrader (D)

Pennsylvania
1. Bob Brady (D)
2. Dwight Evans (D)
3. Mike Kelly (R)
4. Scott Perry (R)
5. Glenn Thompson (R)
6. Ryan Costello (R)
7. Pat Meehan (R)
8. Brian Fitzpatrick (R)
9. Bill Shuster (R)
10. Tom Marino (R)
11. Lou Barletta (R)
12. Keith Rothfus (R)
13. Brendan Boyle (D)
14. Michael F. Doyle (D)
15. Charlie Dent (R)
16. Lloyd Smucker (R)
17. Matt Cartwright (D)
18. Tim Murphy (R)

Rhode Island
1. David Cicilline (D)
2. James Langevin (D)

South Carolina
1. Mark Sanford (R)
2. Joe Wilson (R)
3. Jeff Duncan (R)
4. Trey Gowdy (R)
5. Ralph Norman (R)
6. Jim Clyburn (D)
7. Tom Rice (R)

South Dakota
1. Kristi Noem (R)

Tennessee
1. Phil Roe (R)
2. Jimmy Duncan (R)
3. Chuck Fleischmann (R)
4. Scott DesJarlais (R)
5. Jim Cooper (D)
6. Diane Black (R)
7. Marsha Blackburn (R)
8. David Kustoff (R)
9. Steve Cohen (D)

Texas
1. Louie Gohmert (R)
2. Ted Poe (R)
3. Sam Johnson (R)
4. John Ratcliffe (R)
5. Jeb Hensarling (R)
6. Joe Barton (R)
7. John Culberson (R)
8. Kevin Brady (R)
9. Al Green (D)
10. Michael McCaul (R)
11. Mike Conaway (R)
12. Kay Granger (R)
13. Mac Thornberry (R)
14. Randy Weber (R)
15. Vicente González (D)
16. Beto O’Rourke (D)
17. Bill Flores (R)
18. Sheila Jackson Lee (D)
19. Jodey Arrington (R)
20. Joaquín Castro (D)
21. Lamar S. Smith (R)
22. Pete Olson (R)
23. Will Hurd (R)
24. Kenny Marchant (R)
25. Roger Williams (R)
26. Michael C. Burgess (R)
27. Michael Cloud (R)
28. Henry Cuellar (D)
29. Gene Green (D)
30. Eddie Bernice Johnson (D)
31. John Carter (R)
32. Pete Sessions (R)
33. Marc Veasey (D)
34. Filemon Vela (D)
35. Lloyd Doggett (D)
36. Brian Babin (R)

Utah
1. Rob Bishop (R)
2. Chris Stewart (R)
3. John R. Curtis (R)
4. Mia Love (R)

Vermont
1. Peter Welch (D)

Virginia
1. Rob Wittman (R)
2. Scott Taylor (R)
3. Bobby Scott (D)
4. Donald McEachin (D)
5. Thomas Garrett (R)
6. Bob Goodlatte (R)
7. Dave Brat (R)
8. Don Beyer (D)
9. Morgan Griffith (R)
10. Barbara Comstock (R)
11. Gerry Connolly (D)

Washington
1. Suzan DelBene (D)
2. Rick Larsen (D)
3. Jaime Herrera Beutler (R)
4. Dan Newhouse (R)
5. Cathy McMorris Rodgers (R)
6. Derek Kilmer (D)
7. Pramila Jayapal (D)
8. Dave Reichert (R)
9. Adam Smith (D)
10. Dennis Heck (D)

West Virginia
1. David McKinley (R)
2. Alex Mooney (R)
3. Evan Jenkins (R)

Wisconsin
1. Paul Ryan (R)
2. Mark Pocan (D)
3. Ron Kind (D)
4. Gwen Moore (D)
5. Jim Sensenbrenner (R)
6. Glenn Grothman (R)
7. Sean Duffy (R)
8. Mike Gallagher (R)

Wyoming
1. Liz Cheney (R)

## Nicht stimmberechtigte Abgeordnete
Im Repräsentantenhaus sitzen insgesamt sechs nicht stimmberechtigte Delegierte aus den amerikanischen Territorien und dem Bundesdistrikt.
Amerikanisch-Samoa
- Amata Coleman Radewagen (R)

District of Columbia
- Eleanor Holmes Norton (D)

Guam
- Madeleine Bordallo (D)

Puerto Rico
- Jenniffer González (R und PNP)

Amerikanische Jungferninseln
- Stacey Plaskett (D)

Nördliche Marianen
- Gregorio Sablan (I)